# Тёнис, Жорж
Жорж Эмиль Леонар Тёнис (28 февраля 1873, Монтеньи — 14 января 1966, Брюссель) — премьер-министр Бельгии с 16 декабря 1921 до 13 мая 1925 года и второй раз с 20 ноября 1934 до 25 марта 1935 года. Возглавлял Национальный банк Бельгии с 1941 до 1944 года.
Изучал военное и инженерное дело. Жорж Тёнис начал свою карьеру в промышленной группе «Empain». Во время Первой мировой войны возглавлял Бельгийский военный комитет поставки в Лондоне. После войны участвовал в Парижской мирной конференции, а также представлял Бельгию в комиссии по репарациям. С 1926 до 1927 года возглавлял Международную экономическую конференцию в Женеве.
В 1926 году присоединился к только что созданному совету директоров Национального банка и сохранял своё членство в нём до начала войны, за исключением двух министерских сроков. Во время Второй мировой войны занимал должность специального посла Бельгии в США. В 1941 году он был назначен на пост главы Национального банка.